# Терновское муниципальное образование (Балашовский район)
Терновское муниципальное образование — муниципальное образование со статусом сельского поселения в составе Балашовского района Саратовской области. Административный центр — село Терновка. На территории поселения находятся 5 населённых пунктов — 4 села, 1 посёлок .

## Население
| 2010  | 2011  | 2012  | 2013  | 2014  | 2015  | 2016  |
| ----- | ----- | ----- | ----- | ----- | ----- | ----- |
| 2515  | ↘2513 | ↘2458 | ↘2411 | ↘2374 | ↘2373 | ↘2348 |
| 2017  | 2018  | 2019  | 2020  | 2021  | 2025  |       |
| ↘2294 | ↘2272 | ↘2233 | ↘2189 | ↘2074 | ↘1877 |       |

## Населённые пункты
- село Терновка — административный центр;
- село Данилкино;
- село Пичурино;
- село Сухая Елань;
- посёлок Спартак.

Главой поселения является Пономарев Александр Васильевич.